# Ото Сифлинг
Ото Сифлинг (3. август 1912. — 20. октобар 1939) био је немачки фудбалер који је играо као нападач за Валдхоф Манхајм и репрезентацију Немачке. Као репрезентативац Немачке, одиграо је 31 наступ и постигао 17 голова између 1934. и 1938. године и био је учесник Светског првенства у фудбалу 1934. где је постигао гол. Био је и део немачке репрезентације на Летњим олимпијским играма 1936.
Сифлинг је био један од најталентованијих центарфора 1930-их. Одлучан и изузетно надарен играч, Сифлинг је био виртуоз на терену који је импресионирао својом генијалношћу и маштом када је био на лопти. Пошто није био заинтересован за претерано физичку игру, није био традиционални центарфор, више је волео да ствара више него да даје голове. Прећутног карактера, није волео да буде у центру пажње и овације су му повремено изазивале нелагоду.  1938. његов ниво је изненада необјашњиво пао, тако да није стартовао на Светском првенству 1938. године. Годину дана касније умро је од плеуритиса у 27. години.
У својој књизи Fussball из 1978., Хелмут Шен је окарактерисао Сифлинга на следећи начин:
„Као центарфор није био тенк, већ играчки центарфор који је и даље био изузетно опасан пред голом. Креирао је голове и давао голове."